# Tullyallen
Tullyallen (in irlandese: Tulaigh Álainn  che significa "bella collina") è un villaggio nella contea di Louth, in Irlanda.